# Gisela Agnes von Rath

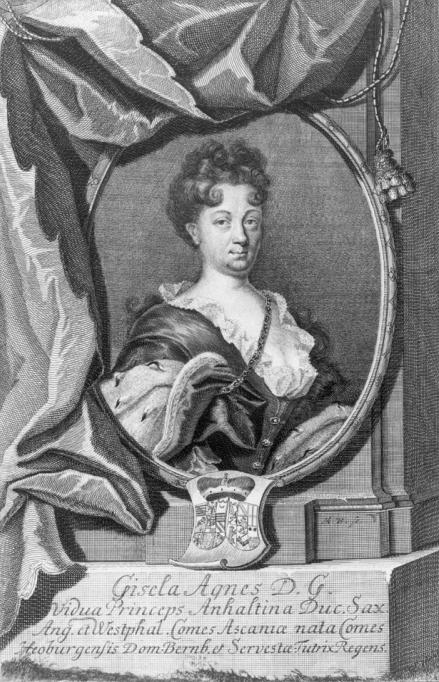

Gisela Agnes von Rath, född 1669, död 1740, var morganatisk gemål till furst Emmanuel Lebrecht av Anhalt-Köthen. Hon var regent i Anhalt-Köthen som förmyndare för sin son 1704-1715.